# 恩平工商會李琳明中學
恩平工商會李琳明中學（英語：Yan Ping Industrial & Commercial Association Lee Lim Ming College），是一間於1987年創辦的香港津貼中文中學，校舍原址是河田村。

## 資料來源
1. ↑  . 恩平工商會李琳明中學.   [2018-04-28]. （原始内容存档于2021-01-14）.

## 外部連結
- 恩平工商會李琳明中學 校網 （页面存档备份，存于）
- 中學概覽 2010/2011[永久]
- 香港教育局334網上簡報[永久]
- 香港考試評核局